# اوبیگناس
اوبیگناس (به فرانسوی: Aubignas) یک کمون در فرانسه است که در canton of Viviers واقع شده‌است. اوبیگناس ۱۵٫۴۲ کیلومتر مربع مساحت دارد ۳۰۰ متر بالاتر از سطح دریا واقع شده‌است.